# Колишні звички
«Колишні звички» (англ. I Used to Go Here) — американський романтичний драмедійний фільм 2020 року, знятий режисером Кріс Рей за власним сценарієм.
У фільмі знялися: Ґілліан Джейкобс, Джемейн Клемент, Джош Віггінс, Ханна Маркс, Форест Гудлак, Джорма Такконі, Зої Чао, Кейт Мікуччі та інші.
За сюжетом, 35-річна письменниця Кейт Конклін (Ґілліан Джейкобс) у непростий для себе час приїжджає на запрошення колишнього викладача до своєї альма-матер через 15 років після закінчення коледжу.
Прем'єра в США відбулася 7 серпня 2020 року — на онлайн-платформах та в окремих кінотеатрах Gravitas Ventures. У грудні 2020 року відбулася прем'єра фільму на HBO Max.

## Акторський склад
| Актори                | Ролі                        |
| --------------------- | --------------------------- |
| Ґілліан Джейкобс      | Кейт Конклін                |
| Джемейн Клемент       | Девід Кіркпатрік            |
| Джош Віггінс          | Г'юґо Гаффні                |
| Форест Гудлак         | Звірок Спрінгстайн / Animal |
| Ханна Маркс           | Ейпріл Барнгардт            |
| Кейт Мікуччі          | Рейчел Гаффні               |
| Зої Чао               | Лора                        |
| Джорма Такконі        | Бредлі Купер                |
| Дженіфер Джоан Тейлор | мати Г'юґо                  |
| Хлої Джанель          | Емма                        |
| Брендон Дейлі         | Брендон / Tall Brandon      |
| Раммел Чан            | Еліот                       |
| Сінді Ґолд            | пані Бітер                  |
| Крістіна Валада-Віарс | Алексіс                     |
| Тонрей Хо             | мати Лори                   |